# Venatrix kosciuskoensis
Venatrix kosciuskoensis là một loài nhện trong họ Lycosidae.
Loài này thuộc chi Venatrix. Venatrix kosciuskoensis được Fernando McKay miêu tả năm 1974.